# Liste de films tournés dans le département du Lot
Un certain nombre d'œuvres cinématographiques et télévisuelles ont été tournés dans le département du Lot.
Voici une liste à compléter de films, téléfilms, feuilletons télévisés, films documentaires... tournés dans le département du Lot, classés par commune et lieu de tournage et date de diffusion. 
- Haut – A
- B
- C
- D
- E
- F
- G
- H
- I
- J
- K
- L
- M
- N
- O
- P
- Q
- R
- S
- T
- U
- V
- W
- X
- Y
- Z

## A
- Arcambal
  - 1974 : Lacombe Lucien de Louis Malle

- Haut – A
- B
- C
- D
- E
- F
- G
- H
- I
- J
- K
- L
- M
- N
- O
- P
- Q
- R
- S
- T
- U
- V
- W
- X
- Y
- Z

## B
- Bouziès
  - 2005 : Saint-Jacques… La Mecque de Coline Serreau

- Haut – A
- B
- C
- D
- E
- F
- G
- H
- I
- J
- K
- L
- M
- N
- O
- P
- Q
- R
- S
- T
- U
- V
- W
- X
- Y
- Z

## C
- Cahors

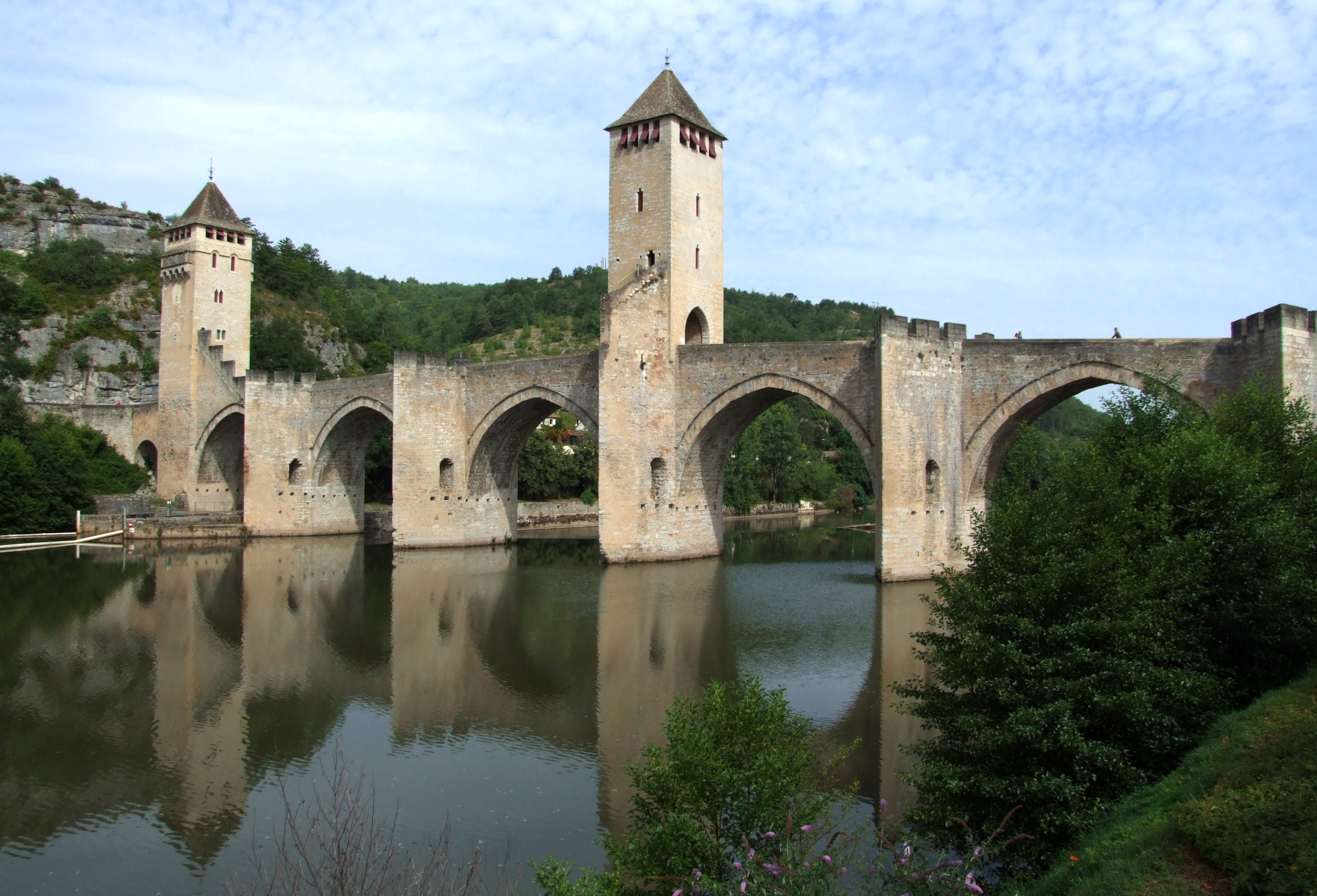
Pont Valentré à Cahors

  - 1997 : Un amour de sorcière de René Manzor[1]
  - 1998 : Alice et Martin de André Téchiné
  - 1999 : Jeanne d'Arc de Luc Besson[2]
  - 2010 : Holiday (film, 2010) de Guillaume Nicloux
  - 2013 : La fille du 14-Juillet de Antonin Peretjatko

- Carennac
  - 1973 : Quelques messieurs trop tranquilles de Georges Lautner
  - 1995 : Série TV La Rivière Espérance de Josée Dayan

- Cabrerets
  - 2009 : Les derniers jours du monde de Jean-Marie et Arnaud Larrieu

- Couzou
  - 1973 : Quelques messieurs trop tranquilles de Georges Lautner

- Haut – A
- B
- C
- D
- E
- F
- G
- H
- I
- J
- K
- L
- M
- N
- O
- P
- Q
- R
- S
- T
- U
- V
- W
- X
- Y
- Z

## F
- Figeac
  - 1974 : Lacombe Lucien de Louis Malle (dans l'ancien hôtel du Viguier, rue Delzens)
  - 2008 : Nés en 1968, de Jacques Martineau et Olivier Ducastel

- Floirac
  - 1973 : Quelques messieurs trop tranquilles de Georges Lautner (intersection de la Ligne de Brive-la-Gaillarde à Toulouse-Matabiau via Capdenac et de la D43)

- Haut – A
- B
- C
- D
- E
- F
- G
- H
- I
- J
- K
- L
- M
- N
- O
- P
- Q
- R
- S
- T
- U
- V
- W
- X
- Y
- Z

## K
- Haut – A
- B
- C
- D
- E
- F
- G
- H
- I
- J
- K
- L
- M
- N
- O
- P
- Q
- R
- S
- T
- U
- V
- W
- X
- Y
- Z

## L
- Lacave
  - Un voyage hors du temps - Armand Viré et les grottes de Lacave
  - 1963 : Le vice et la vertu de Roger Vadim
  - 1973 : Quelques messieurs trop tranquilles de Georges Lautner (château de Belcastel)

- Loubressac
  - 1973 : Quelques messieurs trop tranquilles de Georges Lautner

- Loupiac/Payrac
  - 1976 : Le diable au cœur de Bernard Queysanne

- Lugagnac
  - 1975 : Black Moon de Louis Malle

- Haut – A
- B
- C
- D
- E
- F
- G
- H
- I
- J
- K
- L
- M
- N
- O
- P
- Q
- R
- S
- T
- U
- V
- W
- X
- Y
- Z

## M
- Martel
  - 2003 : Effroyables Jardins de Jean Becker
  - 2000 : T'aime de Patrick Sébastien

- Mercuès
  - 2010 : Holiday (film, 2010) de Guillaume Nicloux

- Haut – A
- B
- C
- D
- E
- F
- G
- H
- I
- J
- K
- L
- M
- N
- O
- P
- Q
- R
- S
- T
- U
- V
- W
- X
- Y
- Z

## P
- Payrignac
  - 1973 : Quelques messieurs trop tranquilles de Georges Lautner

- Puy-L'Evêque
  - 1998 : Alice et Martin de André Téchiné

- Prudhomat
  - 2009 : Les derniers jours du monde de Jean-Marie et Arnaud Larrieu (Château de Castelnau-Bretenoux)

- Haut – A
- B
- C
- D
- E
- F
- G
- H
- I
- J
- K
- L
- M
- N
- O
- P
- Q
- R
- S
- T
- U
- V
- W
- X
- Y
- Z

## S
- Saint-Cirq-Lapopie
  - 2005 : Saint-Jacques… La Mecque de Coline Serreau
  - 2013 : Vive la France de Michaël Youn

- Saint-Jean-Lespinasse
  - 2009 : Les derniers jours du monde de Jean-Marie et Arnaud Larrieu

- Sénaillac-Lauzès
  - 1974 : Lacombe Lucien de Louis Malle

- Haut – A
- B
- C
- D
- E
- F
- G
- H
- I
- J
- K
- L
- M
- N
- O
- P
- Q
- R
- S
- T
- U
- V
- W
- X
- Y
- Z

## Z
- Haut – A
- B
- C
- D
- E
- F
- G
- H
- I
- J
- K
- L
- M
- N
- O
- P
- Q
- R
- S
- T
- U
- V
- W
- X
- Y
- Z